# CM-24彈藥運輸車
CM-24是中華民國陸軍兵整中心以CM-21底盤修改為自走砲兵所專用的裝甲彈藥運輸車，主要修改是將CM-21原本設計的5對接地輪增加到7對來延長車身。預計2025年前將所有中華民國陸軍持有的CM24及CM24A1履帶彈藥車全數汰除。

## 簡介
早期中華民國陸軍的自走炮並沒有專業彈藥補給車，彈藥是由M35卡車運輸，就裝甲部隊的作戰支援來講根本不適合。所以在1980年代採購新自走炮時兵整中心開發了此型車輛，於民國77年（1988年）配發部隊，不過因此動力表現略為不足，後來改良成CM-24A1的時候更換動力包件以改善性能。
以CM-24配合M110A2自走砲，載運42發八吋砲彈與所需藥包，使用手動操作的折疊吊桿吊運砲彈。
至於射速比較快的M109A2與M109A5，則以CM-24A1配合，CM-24A1的改良點是使用自動化艙儲系統及電動輸送軌，載運90發155mm砲彈與所需藥包，可以讓彈藥補給兵不須曝露在炮火下將砲彈供應給自走炮使用。
目前CM-24與CM-24A1同時在中華民國陸軍服役，CM-24A1在1999年至2000年改良操作方式，由線性方向盤取代傳統操縱桿來操控車體，此一改良也在CM-21A2中出現；不過不確定後續的CM-24是否會全面進行此一改良，另外也改良了送彈系統，可直接對M109A2與M109A5直接接續送彈，無需人力轉搬，每分鐘送彈速率為6發。
113年國軍「5年兵力整建計畫」建案，113-117年檢討汰除「 CM24履帶彈藥車」等1459項裝備與「M41D戰車」等305項4萬9019件，預估撙節維持費新臺幣32億5131萬餘元。

## CM-24彈藥運輸車現役使用國
- 中華民國
  -  中華民國陸軍 173輛[1]
  -  中華民國海軍陸戰隊 24輛[1]

## CM-27高速牽引車
CM-27是CM-24的衍生型，比CM-24較短，全長6.73米，只有六對路輪。CM-27於1992年開始設計，1994年完成原型車，1996年服役取代美制M4高速牽引車。其開發目的是為了牽引陸軍的拖曳火砲，它可搭載整個砲班及彈藥，以履帶裝甲車的越野性能進入一般輪式卡車所不能抵達的地形，目前CM-27改良至CM-27A1。

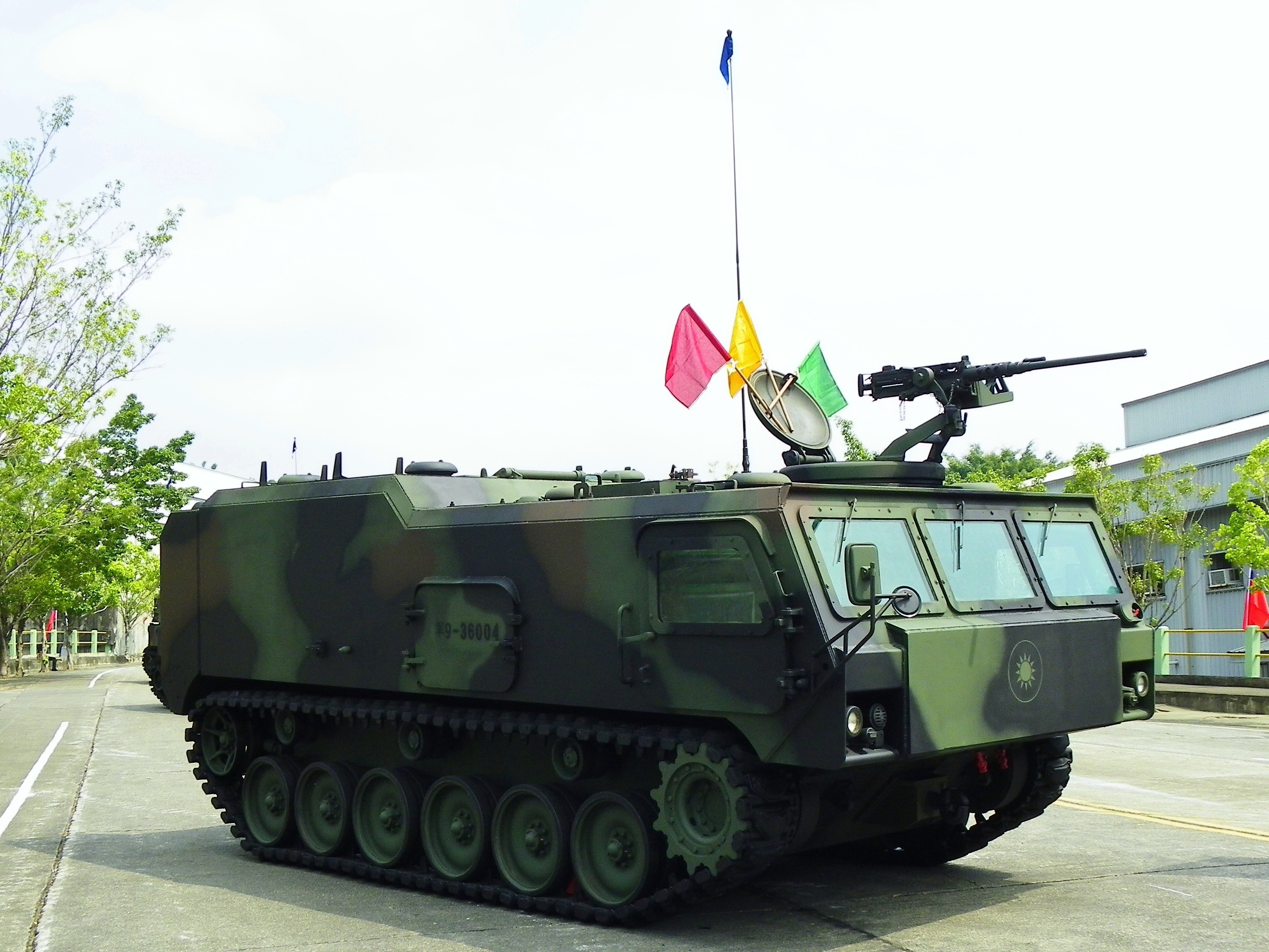
CM-27高速牽引車。
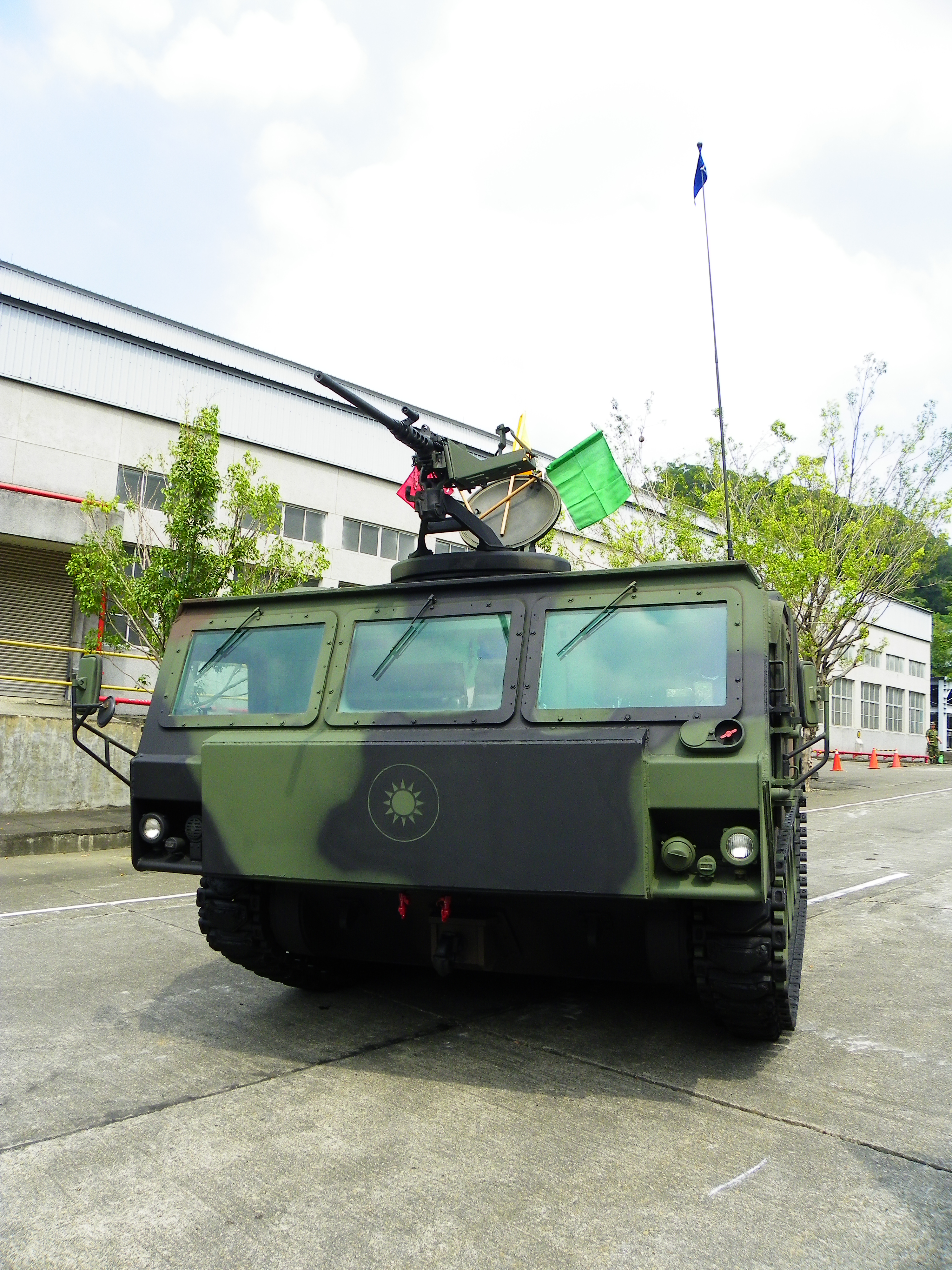
CM-27正面。